# Списак сликара/Х
| Сликари: A Б В Г Д Ђ Е Ж З И Ј К Л Љ М Н Њ О П Р С Т Ћ У Ф Х Ц Ч Џ Ш |

## Ха..
Миколај Хабершрак (1454—1484), пољски сликар
Џон Бредли Хадрон Млађи (1832—1903), амерички сликар
Магнус Колкорд Хајрлин (1895—1986), амерички сликар
Др.Хуго Хајрман (рођен 1942), белгијски сликар
Коста Хакман (1899—1961), српски сликар
Франс Халс (1580—1666), холандски сликар
Ричард Хамилтон (рођен 1922), енглески сликар
Вилхелм Хамерсхој (1864—1916), дански сликар
Херман Хан (1574—1627), пољски сликар
Нина Ханет (1890—1956), велшка сликарка
Константин Хансен (1804—1880), дански сликар
Нилс Хансен (1880—1946), дански сликар
Свен Виг Хансен (1922—1997), дански сликар
Марсден Хартли (1877—1943), амерички сликар
Ханс Хартун (1904—1992),
Ханс Хартунг (1904—1998), немачки сликар
Михал Хасик (1945), српски сликар
Иво Хауптман (1886—1973), немачки сликар
Рудолф Хауснер (1914—1995), аустријски сликар и графичар

## Хе..
Чајлд Хејсам (1859—1935), амерички сликар
Јан Давидсон де Хем (1606—1683), холандски сликар
Роберт Хенри (1865—1929), амерички сликар
Хенри Херуп (1907—1993), дански сликар
Пруденс Хеуард (1896—1947), канадска сликарка

## Хи..
Каи Хигашијама (1908—1998), јапански сликар
Едвард Хикс (1780—1849), амерички сликар и проповедник
Томас Хикс (1823—1890), амерички сликар
Карол Хилер (1891—1939), пољски сликар
Зигрид Хјертен (1885—1948), шведска сликарка

## Хо..
Принс Хоаре (1755—1834), енглески сликар и драматург
Вилијам Хоаре (око 1707—1792), енглески сликар
Мајндерт Хобема (1638—1709), холандски сликар
Вилијам Хогарт (1697—1764), енглески сликар, гравер и сатириста
Фердинанд Ходлер (1853—1918), швајцарски сликар
Данијел Ходовјецки (1726— 1801), немачки сликар
Дејвид Хокни (рођен 1937), енглески сликар
Хокусаи (1760—1849), јапански сликар
Ханс Холбајн Млађи (око1497—1543), немачки илустратор и сликар
Амброзијус Холбајн (1494—1519), немачки сликар
Зигмунд Холбајн (1470—1540), немачки сликар
Винслоу Хомер (1836—1910), амерички сликар
Герард ван Хонтхорст (1590—1656), холандски сликар
Ерик Хопкинс (рођен 1951), амерички сликар
Чарлс Хопкинсон (1869—1962), амрички сликар
Едвард Хопер (1882—1967), амерички сликар
Вилар д Онекор (око 1230/35), француски архитекта и сликар
Ернст Теодор Амадеус Хофман (1776—1822), немачки песник и сликар
Ханс Хофман (1880—1966), немачки сликар
Хајнрих Хофман (1824—1911), немачки сликар
Властимил Хофман (1880—1970), пољски сликар
Питер де Хох (1629—1684), холандски сликар
Хауард Хоџкин (рођен 1932), енглески сликар
Јан Хозар (око 1478 — 1532), холандски сликар

## Ху..
Фриденсрајх Хундертвасер (1928—2000), аустријски сликар
Петер Хујс (1519—1584), фламански сликар
Јан ван Хујсум (1682—1749), холандски сликар
МФ Хусаин (рођен 1915), индијски сликар
Петер де Хуч (1629—1684), холандски сликар
| Сликари: A Б В Г Д Ђ Е Ж З И Ј К Л Љ М Н Њ О П Р С Т Ћ У Ф Х Ц Ч Џ Ш |